# Alton Moore
Alton "Slim" Moore (1908 - 1978) was een Amerikaanse jazz-trombonist.
Moore speelde aanvankelijk in lokale bands en territory-bands, voordat hij in het begin van de jaren dertig naar New York verhuisde. Hier speelde hij bij Jack Butler, Charlie Skeete en Bobby Neal. In 1938 toerde hij kort met het orkest van Leon Gross in Cuba, waarna hij actief werd bij meer bekende musici zoals Fats Waller, Coleman Hawkins, Hot Lips Page en Charlie Johnson. In het begin van de jaren veertig speelde hij met Ella Fitzgerald en Benny Carter, later in dat decennium werkte hij bij Dizzy Gillespie en Louis Armstrong met wie hij ook opames heeft gemaakt. Na een tijd bij de band van Stafford Simon ging hij parttime spelen. In 1957 was hij werkzaam bij Fletcher Henderson en in de jaren zestig speelde hij in verschillende grote (revival-)orkesten.
Moores werk is uitgebreid op de plaat gezet. Hij speelde op opnames af en toe ook trompet, tuba en eufonium. Hij heeft ook gescat op opnames van Fats Waller.